# لمنة يونغاسية
لمنة يونغاسية (الاسم العلمي:Lemna yungensis) هي نوع من النباتات يتبع جنس اللمنة من الفصيلة اللوفية.